# Nischnekamsk
Nischnekamsk (russisch Нижнека́мск; tatarisch Түбән Кама Tübän Kama) ist eine Großstadt mit 240.000 Einwohnern (Stand 2024) in der Republik Tatarstan, Russland.
Nach einer Erhebung aus dem Jahr 2010 zählt Nischnekamsk zu den lebenswertesten Städten Russlands.

## Geografie
Nischnekamsk liegt am linken Ufer des Flusses Kama an dessen Unterlauf, in der Nähe der Mündung der Wjatka in die Kama, knapp 240 Kilometer östlich der Republikhauptstadt Kasan. Die nächstgelegenen Städte, jeweils etwa 25 km von Nischnekamsk entfernt, sind Jelabuga und Mamadysch.

## Geschichte
Nischnekamsk – wörtlich „Ort an der Unteren Kama“ – entstand ab 1961 als Siedlung beim Aufbau eines großen erdölverarbeitenden und chemischen Kombinats. Bis 1966 hieß der Ort „Arbeitersiedlung Nischnekamski“, danach erhielt er den Stadtstatus; das Kombinat wurde im Jahre 1967 endgültig fertiggestellt. Bereits Mitte der 1970er-Jahre überstieg die Einwohnerzahl von Nischnekamsk die Marke von 100.000.

## Bevölkerungsentwicklung
| Jahr | Einwohner |
| ---- | --------- |
| 1970 | 48.988    |
| 1979 | 134.199   |
| 1989 | 190.793   |
| 2002 | 225.399   |
| 2010 | 234.044   |

Anmerkung: Volkszählungsdaten
Im Jahr 1989 hatte ethnische Zusammensetzung der Stadt Nischnekamsk folgendes Aussehen: 46,5 % Tataren, 46,1 % Russen, 3,0 % Tschuwaschen, 1,0 % Ukrainer, 1,0 % Baschkiren, 2,4 % Sonstige. Auch gibt es in der Stadt eine bedeutende Gemeinde der Krjaschen (christliche Tataren).

## Sehenswürdigkeiten
Zu den Sehenswürdigkeiten zählen die heilige Quelle; der Platz der Stadtfeste (Maydan); der Mussa Dschalil Park; die Eishockeyhalle Neftechimik; sowie das Stadtmuseum.

## Wirtschaft und Verkehr
Heute gilt Nischnekamsk neben der Hauptstadt Kasan als die zweitwichtigste Industriestadt der Republik und wichtiges Zentrum der russischen Ölverarbeitung. Hauptarbeitgeber der Stadt sind das Öl- und Chemiekombinat OAO Nischnekamskneftechim, mehrere Raffinerien, ein Autoreifenwerk, zwei Heizkraftwerke und eine Reihe weiterer Industriebetriebe.
Die Stadt besitzt einen Binnenhafen an der Kama, einen Eisenbahnanschluss sowie einen regionalen Flughafen. Der innerstädtische Nahverkehr wird unter anderem mit einem eigenen Straßenbahnnetz betrieben.

Der Brotikombinat gehört zur Essenindustrie der Stadt.

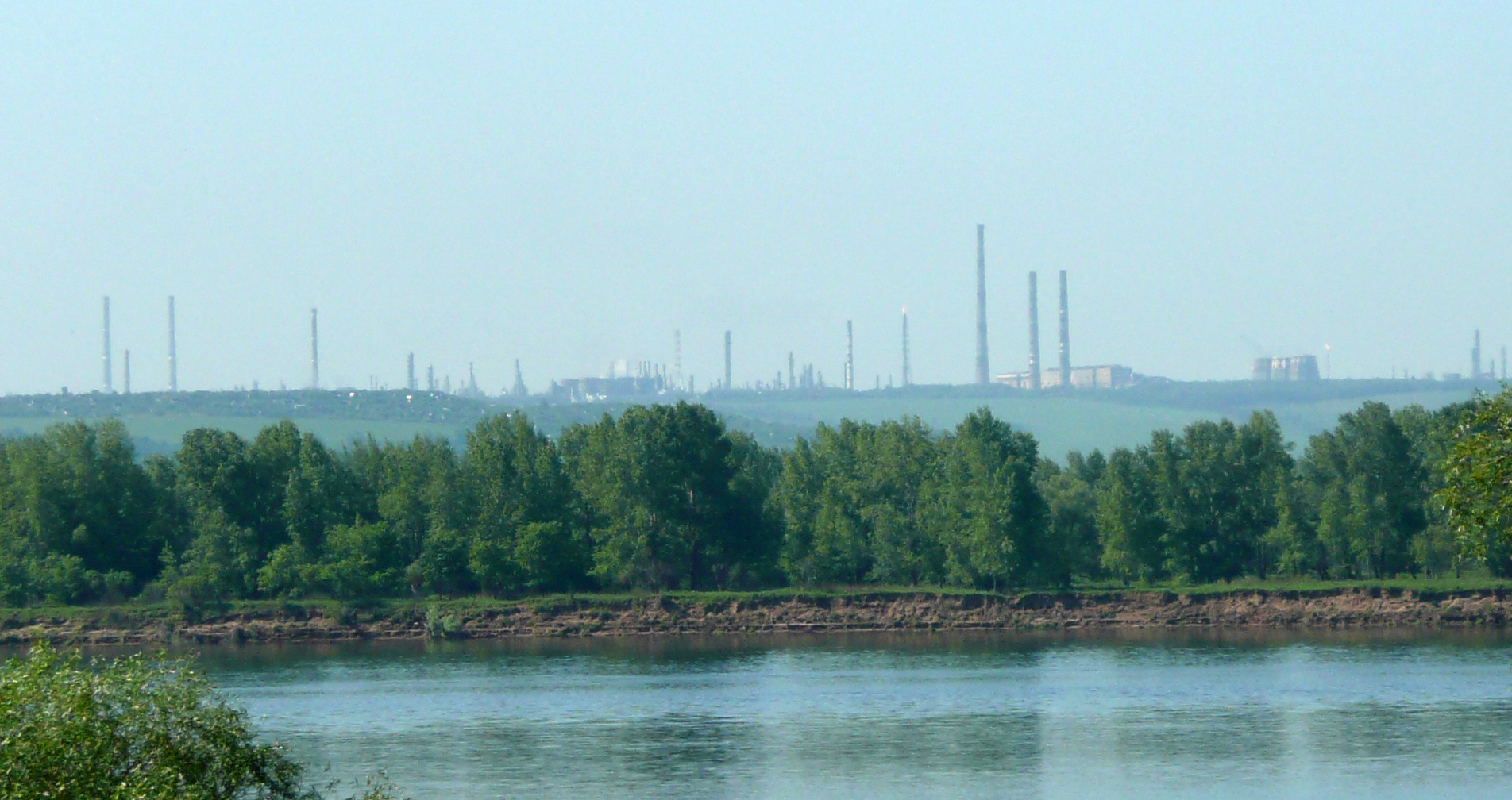
Blick auf die Industrie von Nischnekamsk von Jelabuga aus
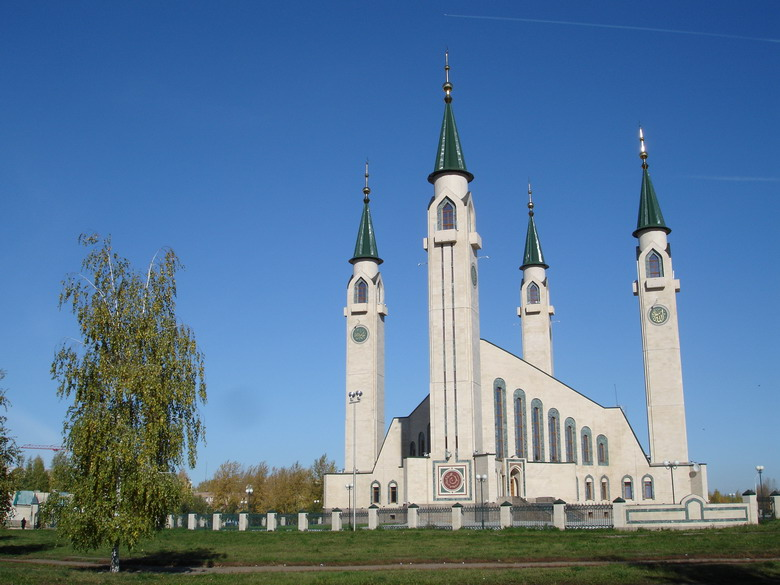
Die Zentral-Moschee von Nischnekamsk (erbaut 1989–1996)
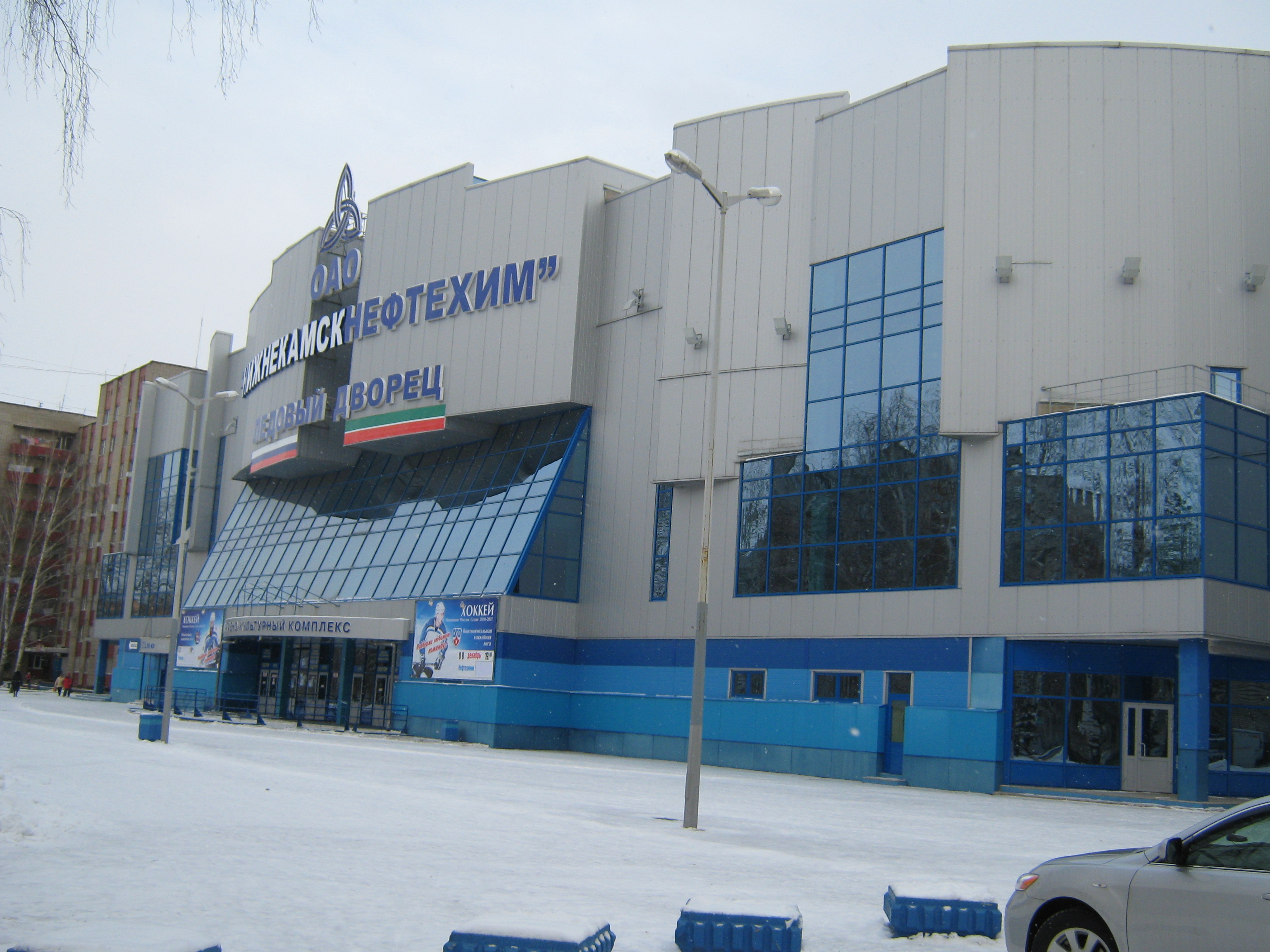
Moderne Eislaufhalle Eispalast Nischnekamskneftechim

## Bildung
Die Bildungslandschaft der Stadt besteht aus 23 allgemeinbildenden Schulen, fünf Gymnasien und zwei Lyzeen. Auch gibt es die Sportschulen, die Musikschulen und die Kunstschule. Die universitäre Bildung wird durch zwei Hochschulinstitute, drei Hochschulfilialen sowie einer eigenständigen Hochschule gewährleistet.
Seit 2008 sind alle höheren Bildungsinstitutionen flächendeckend mit drahtloser Internetanbindung ausgestattet.

## Sport
Zu den bekanntesten Sportvereinen der Stadt gehört der 1968 gegründete Eishockey-Club HK Neftechimik Nischnekamsk, der am Spielbetrieb der Kontinentalen Hockey-Liga (KHL) teilnimmt. Seine Heimspielstätte ist die 2005 fertiggestellte Mehrzweckhalle SKK Neftechimik, die knapp für 5500 Zuschauer Plätze bietet und außer für Eishockeyspiele auch für Konzerte genutzt wird.
Im Fußball ist die Stadt durch den Verein FK Neftechimik Nischnekamsk vertreten, der zwischen dem zweitklassigen Perwenstwo FNL und dem eine Etage tiefer angesiedelten Perwenstwo PFL pendelt. Auch dieser Verein besitzt mit dem bis zu 3200 Zuschauer fassenden Neftechimik-Stadion eine eigene Spielstätte.

## Söhne und Töchter der Stadt
- Ilsur Metschin (* 1969), Politiker
- Sergej Waßmiller (* 1970), deutsch-russischer Eishockeyspieler und -trainer
- Irina Wostrikowa (* 1970), Siebenkämpferin
- Marat Sakirow (* 1973), Wasserballspieler[4]
- Sergei Budylin (* 1979), Fußballspieler[5]
- Rewas Tsomaia (* 1980), georgischer Eishockeyspieler
- Alija Iksanowa (* 1984), Skilangläuferin
- Ilschat Bilalow (* 1985), Eishockeyspieler
- Szjapan Haratscheuskich (* 1985), belarussischer Eishockeytorwart
- Aljaksej Uharau (* 1985), belarussischer Eishockeyspieler
- Andrei Plechanow (* 1986), Eishockeyspieler
- Radik Sakijew (* 1986), Eishockeyspieler
- Pawel Walentenko (* 1987), Eishockeyspieler
- Pjotr Chochrjakow (* 1990), Eishockeyspieler
- Jewgeni Jerjomenko (* 1990), Eishockeyspieler
- Emil Galimow (* 1992), Eishockeyspieler
- Pawel Kulikow (* 1992), Eishockeyspieler
- Alina Jakimkina (1993–2015), Biathletin
- Nail Jakupow (* 1993), Eishockeyspieler
- Bogdan Jakimow (* 1994), Eishockeyspieler
- Rinat Walijew (* 1995), Eishockeyspieler
- Damir Scharipsjanow (* 1996), Eishockeyspieler
- Roman Jeschow (* 1997), Fußballspieler
- Michail Sergatschow (* 1998), Eishockeyspieler